# Skaska

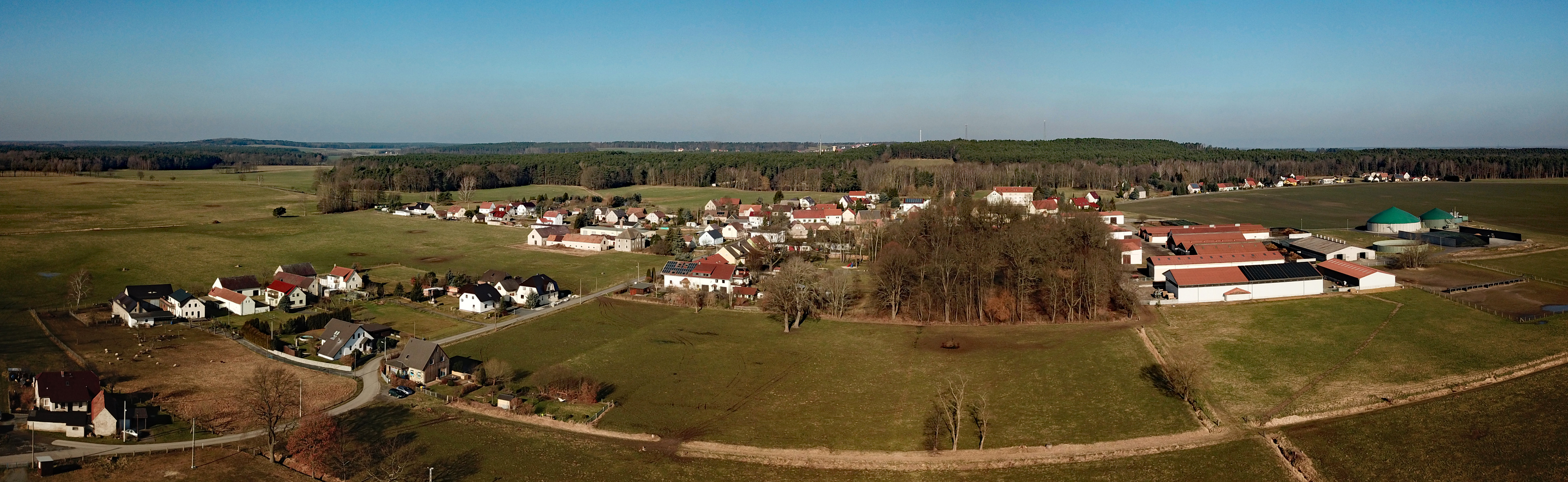
Luftbildpanorama

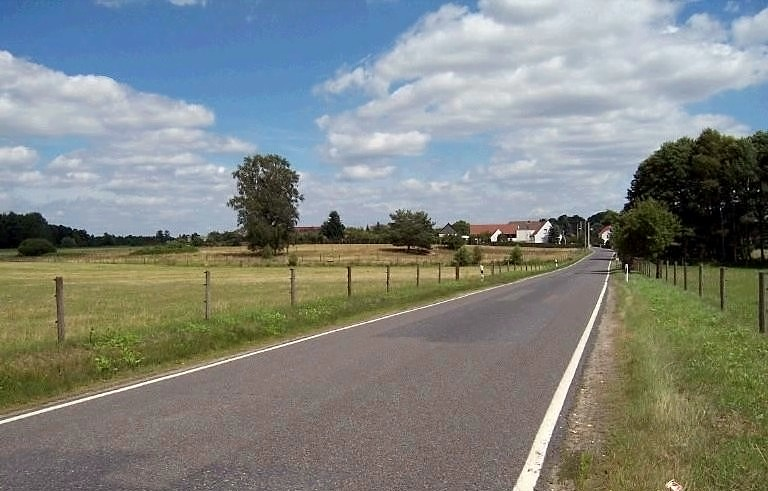
Ortseingang Skaska West

Skaska (obersorbisch Skaskowⓘ) ist ein Dorf im Norden des ostsächsischen Landkreises Bautzen. Es zählt zur Oberlausitz und ist seit 1994 einer von neun Ortsteilen der Gemeinde Oßling.
1383 wurde Skaska erstmals urkundlich als Skasskaw erwähnt. 1969 ging der Ort in der Gemeinde Skaska-Döbra auf. Ortsvorsteher ist Olaf Schulze, sein Stellvertreter Olaf Zinke.

Teiche südlich Skaska

## Geographie und Verkehr
Skaska erstreckt sich vom Südhang des Skaskaer Berges bis hin zum Fluss Schwarze Elster.
Die Anbindung an den Überregionalen ÖPNV wird durch die Takt-Bus-Linie 534 sichergestellt. Somit ist Skaska an die Bahnhöfe Kamenz und Hoyerswerda angebunden.

## Kultur und Sehenswürdigkeiten

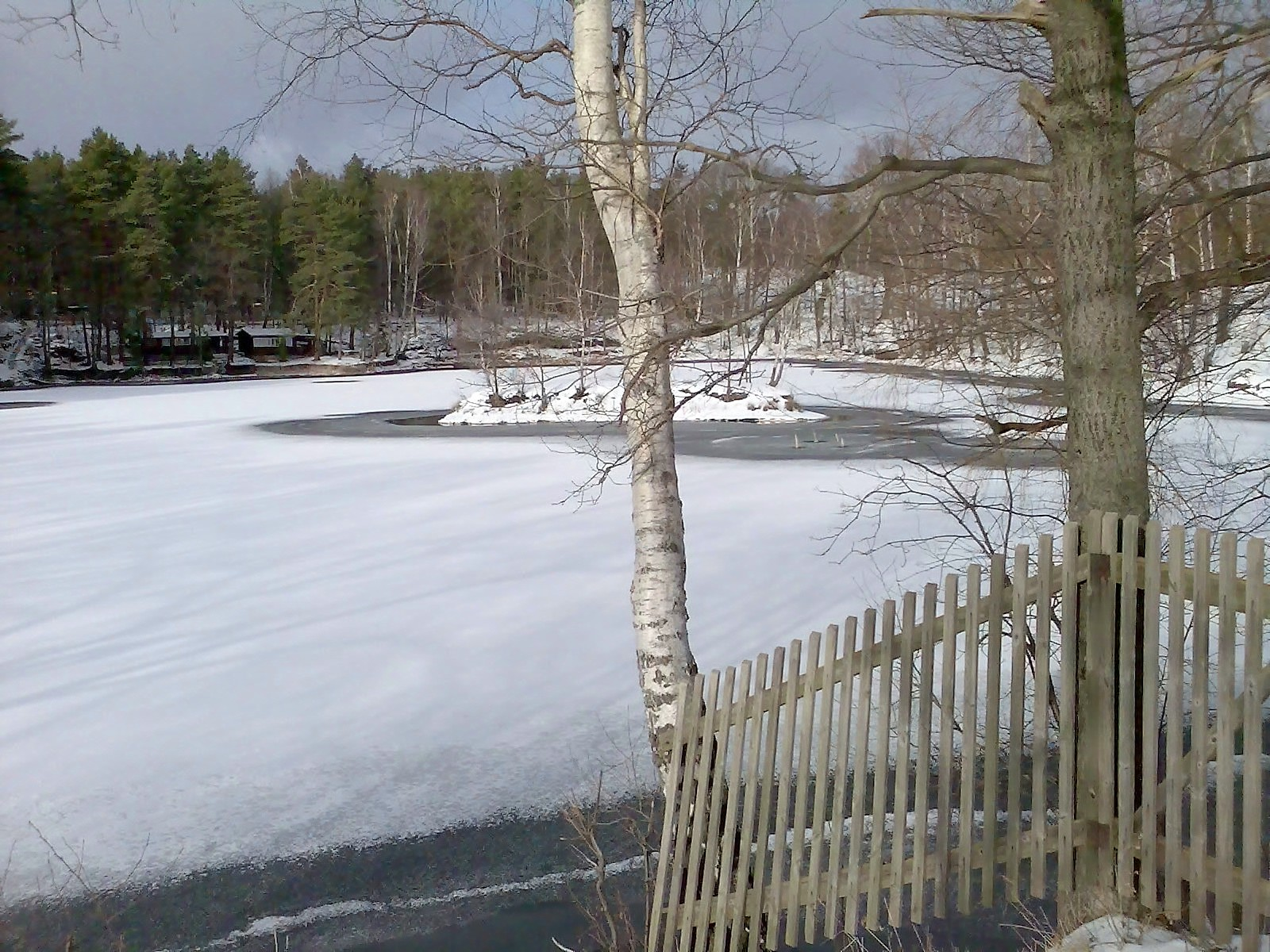
Inselgrube im Winter

- Aussichtspunkt Skaskaer Berg Südwest, bietet Sicht in Richtung Kamenz und die Oberlausitzer Bergkette
- Aussichtspunkt Skaskaer Berg Nordost, bietet Sicht in Richtung Hoyerswerda, zu den Braunkohlekraftwerken Jänschwalde, Schwarze Pumpe und Boxberg
- Inselgrube, ehemalige Kohlegrube, heute DAV Angelgewässer und Kleinnaherholungsgebiet
- Badegrube, ehemalige Kohlegrube, heute DAV Angelgewässer und Kleinnaherholungsgebiet
- Park, zentral gelegene Parkanlage
- Sportplatz, vom örtlichen Sportverein „SG Ossling/Skaska“ betriebene Sportanlage, an der Schwarzen Elster gelegen
- „Braune Kiste“, an Dienstagen geöffneter Ortstreff mit Bierausschank, an der Schwarzen Elster gelegen

Bis kurz nach Ende des Zweiten Weltkrieges befand sich ein Schloss in Skaska, das zu Zeiten Augusts des Starken als Umsteigestation auf seinen Reisen nach Polen errichtet und genutzt wurde. Ende der 1940er Jahre wurde es von der Roten Armee abgerissen. Der Schlosspark existiert heute noch.

## Bevölkerung und Sprache
Skaska gehörte ursprünglich zum obersorbischen Sprachgebiet. Für seine Statistik über die sorbische Bevölkerung in der Oberlausitz ermittelte Arnošt Muka in den achtziger Jahren des 19. Jahrhunderts eine Bevölkerungszahl von 233, darunter 191 Sorben (82 %) und 42 Deutsche. Ernst Tschernik zählte 1956 in der Gemeinde Skaska einen sorbischsprachigen Bevölkerungsanteil von nur noch 6,2 %, darunter nur noch ein sorbischer Jugendlicher. Mittlerweile ist die Sprache aus dem Ortsalltag verschwunden.

## Wirtschaft
Mitten im Ort befindet sich der Hauptsitz eines landwirtschaftlichen Großbetriebes, Elsteraue Agrar GmbH. Südlich befinden sich mehrere große Fischteiche. Des Weiteren verfügt der Ort über gastronomische Einrichtungen: die Gaststätte Jägerhaus Skaska und „Braune Kiste“ am Sportplatz.